# Strickhof
Der Strickhof ist ein Schweizer Kompetenzzentrum für Agrar-, Lebensmittel- und Hauswirtschaft in Zürich. 

## Aufgaben und Standorte
Als Hauptabteilung des Amtes für Landschaft und Natur (ALN) in der Baudirektion des Kantons Zürich bietet er interdisziplinäre Grund- und Weiterbildungen sowie auf Unternehmen ausgerichtete Dienstleistungen in den Bereichen
- Landwirtschaft, Hortikultur, Tierberufe
- Lebensmitteltechnologie
- Facilitymanagement, Hauswirtschaft & Gesundheit.

Die vier Kernbereiche sind
- Aus- und Weiterbildung
- Agrar-Dienstleistungen und Kurswesen
- Ausbildungs- und Versuchsbetrieb
- Agrovet-Strickhof, Bildungs- und Forschungszentrum

Der Strickhof erbringt seine Dienstleistungen an den fünf Standorten Lindau (Hauptstandort), Affoltern am Albis (Hauswirtschaft an Mittelschulen mit Kurszentren an weiteren sieben Standorten), Au-Wädenswil, Winterthur-Wülflingen und Zürich (Technopark).

## Geschichte

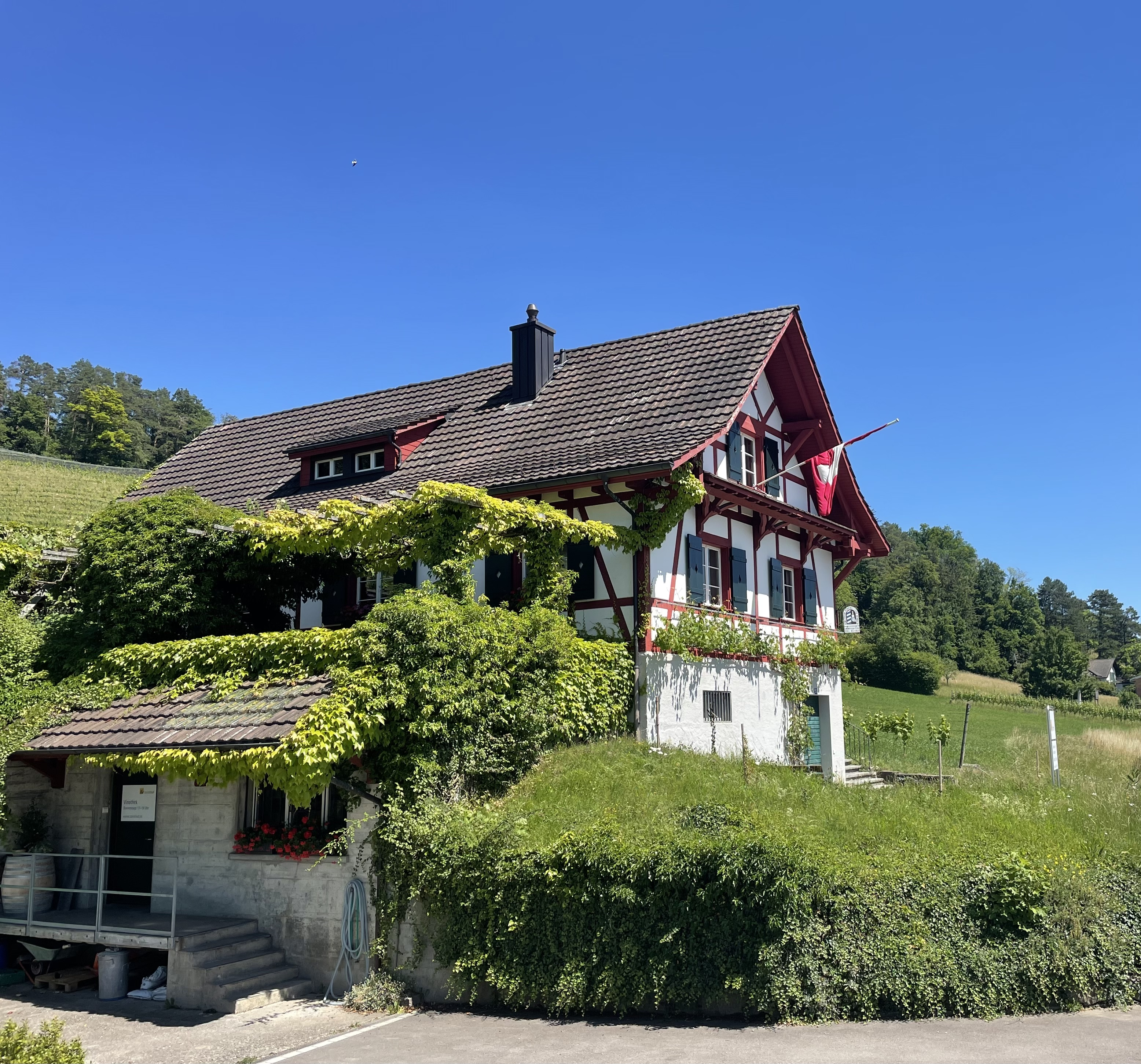
Eines der Strickhof-Gebäude in Winterthur-Wülflingen

1386 wurde erstmals das Gut «am Strick», dem späteren Strickhof-Standort beim Irchel, Stadt Zürich, erwähnt. Von 1818 bis 1826 gab es die erste landwirtschaftliche Schule für Arme im Bläsihof, Winterberg in der Gemeinde Lindau. 1853 wurde die kantonale landwirtschaftliche Schule Strickhof am Standort Irchel in Zürich gegründet. Zwischen 1912 und 1927 wurden sechs regionale landwirtschaftlichen Schulen im Kanton Zürich (Affoltern am Albis, Bülach, Uster, Stäfa, Wetzikon, Winterthur-Wülflingen) gegründet. 1976 wurde der Strickhof nach Eschikon, Lindau (ZH) auf ein ehemaliges und arrondiertes Maggi-Areal verlegt. 1998 wurden die landwirtschaftlichen Schulen Lindau, Wetzikon und Wülflingen zum «Strickhof» zusammengeschlossen. 2011 kam der Kurs «Hauswirtschaft an Mittelschulen» als Leistungsauftrag der Bildungsdirektion neu unter das Dach des Strickhofs. 2012 wurde das Berufsbildungszentrums Wädenswil (BZW) mit den Lehrgängen Lebensmitteltechnologe (Eidgenössisches Fähigkeitszeugnis, EFZ), Lebensmittelpraktiker (Eidgenössisches Berufsattest, EBA) (EFZ), Winzer (EFZ), Weintechnologe (EFZ), Gärtner (EFZ) Fachrichtung Baumschule und Fachrichtung Stauden integriert. Am 31. Oktober 2015 gab es den offiziellen Spatenstich von Agrovet-Strickhof, Bildungs- und Forschungszentrum, ein Gemeinschafts-Projekt des Strickhofs, der ETH Zürich sowie der Universität Zürich. 2017 wurde Agrovet-Strickhof eröffnet.

## Ausbildung
Gemäss dem «Leitbild Zürcher Landwirtschaft», vom Kantonsrat am 4. Oktober 1995 beschlossen, richtet sich der Strickhof nach einer kantonalen Agrarpolitik aus, in der Ausbildung und Beratung zentrale Elemente sind. Der Kanton Zürich bekennt sich darin auch zu einer multifunktionalen, familienbäuerlichen und unternehmerischen Landwirtschaft. Insgesamt bietet der Strickhof 44 Lehrgänge in den Bereichen Grund- und Weiterbildung an.

### Grundbildungs-Lehrgänge
- Agrarpraktiker/-in Eidg. Berufsattest (EBA)[3]
- Fachleute Gesundheit Eidg. Fähigkeits-Zeugnis (EFZ)
- Gärtner/-in EFZ Fachrichtung Stauden und Baumschulen
- Landwirt/-in EFZ, auch mit Schwerpunkt Biolandbau
- Lebensmittelpraktiker/-in EBA
- Lebensmitteltechnologe/ Lebensmitteltechnologin EFZ
- Obstfachmann/-frau EFZ
- Pferdefachmann/-frau EFZ und Pferdewart/-in EBA
- Tierpfleger/-in EFZ
- Winzer/-in EFZ
- Weintechnologe/Weintechnologin EFZ[4]
- Spezial-Lehrgang am Strickhof: Hofmitarbeiter/-in

### Berufsmaturitätsschule
- Berufsmaturitätsschule mit der Ausrichtung Natur, Landschaft und Lebensmittel (NLL). Berufsbegleitend oder Vollzeit.

### Weitere Lehrgänge
- Kurse «Hauswirtschaft an Mittelschulen»

### Weiterbildungs-Lehrgänge
- Vorbereitung für diverse Berufsprüfungen (BP): BP Bäuerin, BP Bereichsleiter/-in Hotellerie Hauswirtschaft, BP Betriebsleiter/-in Obstbau, BP Gemüse, BP Landwirt/-in, BP Lebensmitteltechnologie, BP Naturgartenspezialist/-in
- Vorbereitung für diverse Höhere Fachprüfungen (HFP): HFP Bäuerin, HFP Lebensmitteltechnologie, HFP Leiter/-in Facility Management, HFP Meisterlandwirt/-in, HFP Obstbaumeister/-in
- Höhere Fachschule (HF): HF Agrotechniker/-in, HF Agrokauffrau/Agrokaufmann, HF Techniker/-in Lebensmitteltechnologie, HF Weinbautechniker/-in
- Bäuerinnenschule & Haushaltskurs

## Agrar-Dienstleistungen und Kurswesen
Die Agrar-Dienstleistungen des Strickhofs sind in der Landwirtschaftsgesetzgebung von Bund und Kantonen als staatliche Beratung festgehalten. Die darin formulierten Ziele umfassen
- die Produktion qualitativ hochwertiger Lebensmittel
- die Wettbewerbsfähigkeit und Marktanpassung zu fördern
- die natürlichen Ressourcen und die Landschaft zu erhalten
- eine aktive Rolle in der Entwicklung des ländlichen Raumes einzunehmen
- die Lebensqualität sowie soziale Stellung der Bauernfamilien zu fördern.

Dabei leisten die Strickhof-Mitarbeitenden hauptsächlich Expertenberatung
- via Printmedien, Newsletter, Website, Direct-Mailing, SMS
- als Grossanlässe «Strickhof xy-Tage» mit Branche und Firmen
- mit Fachkursen
- indem sie bei Produzentenorganisationen mitarbeiten
- via Informationsveranstaltungen
- durch Gruppenberatungen / Arbeitskreise / Profigruppen
- mit Projektstudien durch Lernende der Höheren Fachschulen
- fallweise werden auf Anfrage hin einzelbetriebliche Beratungen durchgeführt.

## Ausbildungs- und Versuchsbetrieb
Der Strickhof Ausbildungs- und Versuchsbetrieb erfüllt mehrere Funktionen:
- abwechslungsreicher, moderner Landwirtschaftsbetrieb mit allen bedeutenden Nutztierarten sowie Acker-, Futter-, Obst-, Wein- und Gartenbau mit rund 100 ha landwirtschaftlicher Nutzfläche
- Aus- und Weiterbildung am Übungsobjekt in Feld & Stall sowohl für Lernende als auch für praktizierende Landwirte
- Wissensgenerierung für Strickhof-Fachpersonen, praxisnaher Kontakt zu Branche und Forschung.

## Agrovet-Strickhof, Bildungs- und Forschungszentrum
Der Strickhof, die ETH Zürich und die Universität Zürich spannen in der landwirtschaftlichen Bildung und Forschung zusammen: In Lindau steht das gemeinsame Bildungs- und Forschungszentrum Agrovet-Strickhof. Dort wird die universitäre Bildung und Forschung im Bereich Agrar- und Veterinärwissenschaften mit den praktischen Bedürfnissen der Landwirtschaft verknüpft. Das Zentrum besteht aus Milchvieh- und Mastställen sowie einem Nutztierstall für die Ausbildung der Studierenden der Veterinärmedizin. Die ETH Zürich realisierte zudem ein Stoffwechselzentrum, in dem sie mit der Universität Zürich Forschung im Bereich der effizienten und emissionsarmen Nutztierhaltung betreiben.
2006 und 2008 gab es Grundsatzentscheide des Kantons Zürich, der ETH Zürich und der Universität Zürich zum Agrovet-Strickhof. 2011 wurde ein Vorstudie durch den Regierungsrat des Kantons Zürich genehmigt. 2014 wurde ein Objektkredit durch den Kantonsrat mit 167 zu 0 Stimmen genehmigt. Die Baueingabe wurde eingereicht. 2015 wurde nach der Baubewilligung mit dem Bau begonnen. 2017 wurde der Agrovet-Strickhof eröffnet.
2023 haben der Strickhof das Forschungsinstitut für biologischen Landbau ihre seit 1981 bestehende Zusammenarbeit mit der Unterzeichnung eines neuen Leistungsauftrags für die Jahre 2024 bis 2031 ausgebaut.